# Caryodendron angustifolium
Caryodendron angustifolium är en törelväxtart som beskrevs av Paul Carpenter Standley. Caryodendron angustifolium ingår i släktet Caryodendron och familjen törelväxter. IUCN kategoriserar arten globalt som otillräckligt studerad. Inga underarter finns listade i Catalogue of Life.